# Gretchen Andrew
Gretchen Andrew (Los Ángeles, 1988) es una artista estadounidense cuyo trabajo puede entenderse como una investigación de la realidad virtual, acercamiento del que ha sido calificada como artista pionera.
Tras estudiar informática en la Facultad de Boston, Andrew fue empleada en Google, entre 2010 y 2012, empresa que dejó para dedicarse a la pintura.
Ha realizado numerosas exposiciones con su pintura. Su trabajo ha sido expuesto en museos y galerías de Europa y de Estados Unidos, incluyendo el Museo Metropolitano de Arte. Sus cuadros han sido exhibidos en The New York Metropolitan Museum of Art, The V&A Museum, The Photographer’s Gallery, The British Film Institute, Cambridge University, Arebyte, Cape Town’s A4 Arts Foundation, The British Arts Council, The White Building, Ace Hotel, The London Film School, y Whitcher Projects.
Afirma haber desarrollado su técnica artística viendo videos de ayuda en YouTube. La idea de que se puede aprender sobre todos los tópicos en internet es el tema de su serie artística How to How to How to. Su obra de arte investiga y manipula los motores de búsqueda, incluyendo  Google.